# Graeagle

Mapa pokazuje obszary zarejestrowane i nieposiadające osobowości prawnej w hrabstwie Plumas w Kalifornii, z zaznaczeniem Graeagle na czerwono. Został stworzony za pomocą niestandardowego skryptu z danymi US Census Bureau i zmodyfikowany za pomocą Inkscape.

Graeagle – jednostka osadnicza w Stanach Zjednoczonych, w stanie Kalifornia, w hrabstwie Plumas.